# منطقة أقصى الشمال (الكاميرون)
منطقة أقصى الشمال (بالإنجليزية: Far North Region)‏ هي منطقة في الكاميرون، بلغ عدد سكانها 3,142,883 نسمة وذلك حسب إحصائيات سنة 2007، عاصمتها ماروا، تبلغ مساحتها 34,263 كيلومتر مربع.

## الموقع
تشترك في الحدود مع:
- المنطقة الشمالية، الكاميرون
  - محافظة آداماوا.

## التقسيمات الإدارية
- دياماري  [لغات أخرى]‏
- لوقون وشاري  [لغات أخرى]‏
- Mayo-Danay [الإنجليزية]‏
- Mayo-Kani [الإنجليزية]‏
- Mayo-Sava [الإنجليزية]‏
- Mayo-Tsanaga [الإنجليزية]‏.